# 日本燕魟
日本燕魟（学名：Gymnura japonica），又名日本鳶魟，为燕魟科燕魟屬的鱼类。分布于日本、朝鲜沿海以及南海、东海等海域。该物种的模式产地在长崎湾。